# Столичная территория
Столи́чный о́круг, столи́чная террито́рия, федера́льный столи́чный о́круг, федера́льная столи́чная террито́рия или национа́льный столи́чный о́круг — административно-территориальная единица прямого подчинения центральным властям государства, выделенная для столицы и не являющаяся субъектом федерации или частью провинции, в некоторых государствах-федерациях или унитарных государствах с подразделением на провинции-регионы. Обычно столичная территория (округ) имеет сравнительно небольшую территорию, прилегающую к городу-столице.

## Федеральные столичные округа
- Австралия — Австралийская столичная территория
- Аргентина — федеральный столичный округ Буэнос-Айрес
- Бразилия — Федеральный округ
- Венесуэла — Столичный округ Венесуэлы
- Индия — национальная столичная территория Дели
- Малайзия — федеральные территории Путраджая, Куала-Лумпур
- Нигерия — федеральная столичная территория Абуджа
- Пакистан — столичная территория Исламабад
- Россия — город федерального значения Москва  (является субъектом федерации)
- США — федеральный округ Колумбия (город Вашингтон)
- Эфиопия — город-регион Аддис-Абеба

### Предложенные
- Канада — Национальный столичный регион, также Капитал (округ)
- Южный Судан — Столичный округ Рамсель

### Отменённые
- Венесуэла — столичный округ Каракас (1881—1999)
- Соединённые провинции Центральной Америки — федеральный округ Гватемала (1823—1834)
- Соединённые провинции Центральной Америки — федеральный округ Сан-Сальвадор (1834—1840)
- Мексика — федеральный округ Мехико (1824—2016)

## Национальные столичные округа
- Армения — столичная община Ереван
- Багамские Острова — Нью-Провиденс
- Беларусь — город-столица Минск
- Венгрия — столичный город  Будапешт
- Восточный Тимор — столичный округ Дили
- Гамбия — город-столица Банжул
- Гвинея — специальная зона Конакри
- Гвинея-Бисау — столичный регион Бисау
- Грузия — город-столица Тбилиси
- Джибути — город-регион Джибути
- Доминиканская Республика — национальный округ Санто-Доминго
- Зимбабве — город-провинция Хараре
- Индонезия — особый столичный округ Джакарта и особый округ Джокьякарта
- Ирак — специальный столичный округ Багдад
- Иран — остан Тегеран, планируется столичный округ
- Исландия — столичный регион Хёвюдборгарсвайдид (Рейкьявик)
- Казахстан — город-столица Астана
- Камбоджа — город-провинция Пномпень
- Кыргызстан — город-столица Бишкек
- Китай — столичный муниципалитет Пекин
- Республика Конго — коммуна Браззавиль
- Колумбия — столичный округ Санта-Фе-де-Богота
- КНДР — Пхеньян чикхальси
- Республика Корея — город особого статуса (тхыкпёльси) Сеул
- Лаос — столичная префектура Вьентьян
- Мозамбик — столичный город Мапуту
- Мавритания — столичный автономный округ Нуакшот
- Северная Македония — столичная община Скопье
- Мали — столичный регион Бамако
- Нигер — столичный округ Ниамей
- Молдова — столичная муниципия Кишинёв
- Монголия — город-столица Улан-Батор
- Папуа — Новая Гвинея — национальный столичный округ Порт-Морсби
- Парагвай — столичный округ Асунсьон
- Перу — город-провинция Лима
- Польша — столичный город Варшава
- Румыния — столичная муниципия Бухарест
- Сербия — округ-город Белград
- Соломоновы Острова — столичная территория Хониара
- Сьерра-Леоне — Западная область (Фритаун)
- Таджикистан — город республиканского значения Душанбе
- Таиланд — столичный округ Бангкок (Большой Бангкок)
- Китайская Республика — столичный муниципалитет Тайбэй
- Туркменистан — город-велаят Ашхабад
- Уганда —  столичный округ Кампала
- Узбекистан — город республиканского подчинения Ташкент
- Украина — город со специальным статусом Киев
- Филиппины — национальный столичный регион Манила
- Финляндия — столичный регион Хельсинки (Большой Хельсинки)
- Хорватия — город Загреб
- ЦАР — столичный округ Банги
- Чад — столичный регион Нджамена
- Чехия — главный город Прага
- Япония — Токийский столичный округ